# Platyceramus
Platyceramus és un gènere extint de mol·luscs bivalves de la família dels inoceràmids que tingueren una amplíssima distribució durant el Cretaci superior, fa entre 66 i 89,8 milions d'anys. Se n'han trobat restes fòssils a Alemanya, Àustria, Bulgària, el Canadà, Espanya (incloent-hi l'anticlinal de Sant Corneli, al Pallars Jussà), els Estats Units, França, l'Índia, Jamaica, el Japó, el Perú, Rússia, el Turkmenistan, Turquia i Ucraïna.
De vegades es classifiquen com a subgènere d'Inoceramus. L'espècie més grossa i més ben coneguda del gènere és P. platinus. Aquesta espècie feien típicament 1 metre o més de longitud axial, però alguns espècimens fòssils s'han trobat que feien 3 metres de llarg essent així els mol·luscs més grossos coneguts. També s'hi han trobat peixos que s'hi refugiaven, ostres i percebes (també fossilitzats). Fins i tot s'han trobat perles.